# Zinkacetat
Zinkacetat ist das Zinksalz der Essigsäure mit der Konstitutionsformel Zn(CH3COO)2, welches in Kaugummi als Geschmacksverstärker eingesetzt und dort mit der E-Nummer E 650 gekennzeichnet wird.
Bei Zinkacetat handelt es sich um eine Zinkverbindung, die gut vom Darm in die Blutbahn resorbiert wird. Somit dient diese unter anderem als Zinklieferant für den Organismus.

## Gewinnung und Darstellung
Zink(II)-acetat kann durch Reaktion von Zinkoxid oder Zinkcarbonat mit Essigsäure hergestellt werden.
{\displaystyle \mathrm {ZnO+2\ CH_{3}COOH\longrightarrow Zn(CH_{3}COO)_{2}+H_{2}O} }
{\displaystyle \mathrm {ZnCO_{3}+2\ CH_{3}COOH\longrightarrow Zn(CH_{3}COO)_{2}+H_{2}O+CO_{2}\uparrow } }
Die direkte Synthese des wasserfreien Salzes erfolgt im Labor über die Umsetzung von Zinknitrat mit einem Überschuss an Essigsäureanhydrid zur Entfernung des entstehenden Wassers nach:
{\displaystyle {\ce {Zn(NO3)2 * 6 H2O + (CH3CO)2O -> Zn(CH3COO)2 + 2 HNO3 + 5 H2O}}}

## Eigenschaften

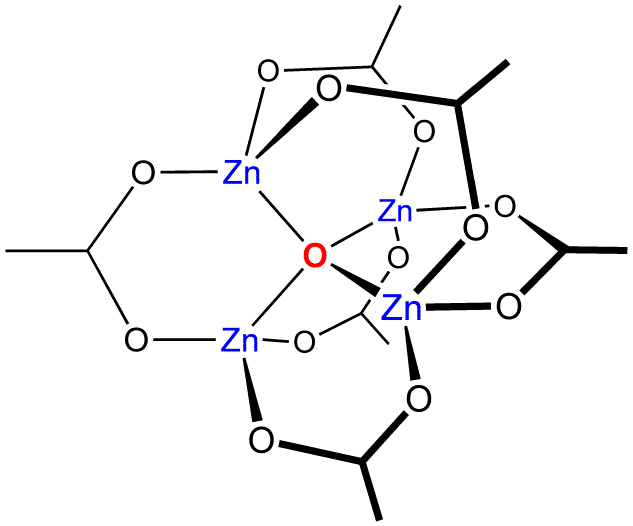
Basisches Zinkacetat

Beim Erhitzen von Zn(CH3COO)2 im Vakuum wird Acetanhydrid abgespalten und es entsteht ein „basisches Zinkacetat“ der Formel Zn4O(CH3COO)6. Es wird die unten abgebildete Clusterverbindung mit einer tetraedrischen Struktur gebildet, die dem analogen Berylliumsalz ähnelt.

## Verwendung
Zinkacetat ist zur Verwendung in sonstigen Süßwaren, einschließlich der Atemerfrischung dienenden Kleinstsüßwaren zugelassen. Die Menge an Zinkacetat ist auf 1000 mg/kg beschränkt.
Zinkacetat soll, ähnlich wie Zinkgluconat, in Hustenbonbons verabreicht durch eine lokale Wirkung im Hals die Dauer von Erkältungen verkürzen.
Eine Suspension von 5 g Zinkacetat in 100 ml 90 %igem Ethanol (Schlesinger-Reagenz) dient u. a. in der Dünnschichtchromatographie zum Nachweis von Urobilinen und Stercobilin. Die bei einer positiven Reaktion auftretende Fluoreszenz kann im UV-Licht betrachtet werden.
Auch wird Zinkacetat in der Medizin im Kontext des Kupferkreislaufs eingesetzt. Zum Beispiel kann Zinkacetat bei der Behandlung von Morbus Wilson helfen.